# 宮崎県立高千穂高等学校
宮崎県立高千穂高等学校（みやざきけんりつたかちほこうとうがっこう）は、宮崎県西臼杵郡高千穂町大字三田井に所在する公立の高等学校。

## 概要
歴史
1917年（大正6年）創立の郡立農学校（旧制実業学校）を前身とする。1948年（昭和23年）の学制改革により新制高等学校となる。2012年（平成24年）に創立95周年を迎えた。
設置課程・学科
全日制課程 3学科
- 普通科（国公立大学進学コース・教養コース）
- 生産流通科（農業に関する学科）
- 情報ソリューション科（商業に関する学科、令和4年度新設)

教育課程
普通科には、国公立大学進学コースと教養コースがあり、国公立大学進学コースの生徒は1～7限まで授業がある。
校訓
「大道を歩む・鍛錬・協調・奉仕」
校章
「高」の文字（「高千穂高校」）

## 沿革
- 1917年（大正6年）9月6日 - 「西臼杵郡立農学校」として創立。
- 1923年（大正12年）4月1日 - 郡制の廃止により、県立移管され「宮崎県高千穂農学校」に改称。
- 1928年（昭和3年）4月1日 - 「宮崎県立高千穂農学校」と改称（県の後に「立」が付される）。
- 1929年（昭和4年）4月1日 - 「宮崎県立高千穂実業学校」と改称。女子部を併設。
- 1944年（昭和19年）4月1日 - 林業科を設置。
- 1945年（昭和20年）4月1日 - 校名が再び「宮崎県立高千穂農学校」となる。
- 1946年（昭和21年）4月1日 - 修業年限が4年となる。
- 1947年（昭和22年）4月1日 - 学制改革（六・三制の実施、新制中学校の発足）が行われる。
  - 農学校の生徒募集を停止。
  - 新制中学校を併設し（以下・併設中学校）、農学校1・2年修了者を新制中学校2・3年生として収容。
  - 併設中学校は経過措置としてあくまで暫定的に設置されたもので、新たに生徒募集は行われず、在校生が2・3年生のみの中学校であった。
  - 農学校3・4年修了者はそのまま農学校4・5年生として在籍。
  - 畜産科を設置。
- 1948年（昭和23年）4月1日 - 学制改革により、旧制農学校が廃止され、新制高等学校「宮崎県立高千穂高等学校」（現校名）が発足。
  - 普通課程・農業課程（農業科・畜産科・林業科）・商業課程・家庭課程・建築課程を有する総合制の高等学校であった。
- 1957年（昭和32年）8月 - 体育館が完成。
- 1961年（昭和36年）10月 - 本館が完成。
- 1962年（昭和37年）4月1日 - 家庭科を家政科に改称。
- 1964年（昭和39年）- 新館・武道場が完成。
- 1968年（昭和43年）6月 - 生徒寮を新築。
- 1969年（昭和44年）4月1日 - 理科教室・普通教室棟が完成。
- 1970年（昭和45年）- 運動場を拡張。
- 1971年（昭和46年）- 宮尾野農場を開設。
- 1975年（昭和50年）
  - 2月 - プールが完成。
  - 3月31日 - 田原分校を廃止。
- 1979年（昭和54年）- 格技室と図書館を新築。
- 1980年（昭和55年）3月31日 - 日之影分校を廃止。
- 1983年（昭和58年）- 新体育館（屋内運動場）が完成。運動場に夜間照明を設置。
- 1985年（昭和60年）2月 - 弓道場が完成。
- 1990年（平成2年）- 管理棟を改修。
- 1991年（平成3年）4月1日 - 情報処理科を設置。
- 1993年（平成5年）3月31日 - 五ヶ瀬分校を廃止[1]。
- 1995年（平成7年）- プールを改修。第2グラウンドが完成。
- 1996年（平成8年）
  - 3月 - 部室が完成。
  - 4月1日 - 家政科を生活情報科に改編。
- 2003年（平成15年）
  - 4月1日 - 生活情報科の募集を停止。
  - 11月 - 裏門を設置。
- 2004年（平成16年）3月 - 木造校舎の解体を完了。
- 2005年（平成17年）
  - 3月31日 - 生活情報科を廃止。
  - 4月1日 - 農業科を生産流通科、商業科と情報処理科を経営情報科に改編。
- 2008年（平成20年）
  - 3月 - 新剣道場が完成。
  - 4月1日 - 宮崎県立延岡わかあゆ支援学校高千穂校（分校）が併設される。
- 2012年（平成24年）4月1日 - 併設されている支援学校分校の名称が宮崎県立延岡しろやま支援学校高千穂校に変更となる。
- 2014年（平成26年）4月1日 - 制服を改定。
- 2022年（令和4年）4月1日 - 経営情報科を情報ソリューション科に改編。

## 部活動
運動部
- 野球部
- 陸上競技部
- バスケットボール部
- バレーボール部
- ソフトテニス部
- 硬式テニス部
- サッカー部
- 剣道部
  - 男子 - 全国高等学校剣道大会で3回優勝。（1986年（昭和61年）・1991年（平成3年）・2017年（平成29年））また玉竜旗高校剣道大会でも4回優勝。（1957年（昭和32年）・1987年（昭和62年）・1988年（昭和63年）・1991年（平成3年））
  - 女子 - 全国高等学校剣道大会で4回優勝。（1986年（昭和61年）・1997年（平成9年）・2003年（平成15年）2004年（平成16年））また玉竜旗高校剣道大会でも4度優勝。（1979年（昭和54年）・2000年（平成12年）・2003年（平成15年）・2004年（平成16年））
- 弓道部
- バドミントン部
- 相撲部

文化部
- 美術部
- 書道部
- ビジネス研究部
- 放送部
- 吹奏楽部

サークル
- 神楽保存会
- 農業クラブ
- 家庭クラブ
- GIAHSアカデミー

## 著名な出身者
- 内倉信吾 （高千穂町長）
- 甲斐宗之 （高千穂町長）
- 吉本政美 （剣道家）
- 髙山文彦 （作家）
- 佐藤博光 （剣道家）

## 交通
最寄りの鉄道駅
- かつては高千穂鉄道の高千穂駅があったが、2008年（平成20年）に廃止された。

最寄りのバス停
- 宮崎交通
  - 高千穂線 「高千穂バスセンター」- JR九州延岡駅との間に運行されている。
  - 五ヶ瀬線 「神殿」バス停
  - 河内線「城山通り」バス停

最寄りの幹線道路
- 国道218号
- 国道325号
- 宮崎県道50号諸塚高千穂線
- 宮崎県道237号北方高千穂線

## 周辺
- 高千穂警察署
- 高千穂町役場
- 高千穂町立高千穂小学校
- 高千穂郵便局
- 高千穂神社